# Паспорт (фільм)
«Паспорт» — стрічка режисера Георгія Данелія, знята СРСР спільно з Францією та Австрією.

## Сюжет

### СРСР
Хормейстер дитячого хору Яків Папашвілі (Жерар Дармон) з дружиною (Наталя Гундарєва) збирається переїздити з Грузії в Ізраїль, на історичну батьківщину його матері-єврейки. Сильно переживає цей від'їзд батько Якова (особливо через розставання з улюбленою, вочевидь єдиною, онукою Наною), етнічний грузин, посилає проводжати сім'ю Якова з Грузії до Москви свого другого сина (від другої, вже грузинської дружини) Мераба Папашвілі (теж Жерар Дармон). Мераб працює шофером таксі, зовсім далекий від політики, від'їзд брата сприймає з легким смутком (сам він не поїхав би навіть у своїх мріях), але його щирість і безпосередність, почуття гумору і вибуховий характер призводять до ланцюга неймовірних пригод, які складають сюжет фільму… Пригоди починаються вже в поїзді по дорозі в Москву. Мераб викидає пакетик з якимись камінцями, виявляється — це Яша взяв з собою на чужину жменю рідної землі. У сум'ятті Мераб зриває стоп-кран, вистрибує з вагона і згрібає в долоні рідну землю; за цим заняттям начальник поїзда, що блискавично прибіг на надзвичайну ситуацію (Абессалом Лорія). Показова реакція останнього, він голосно кричить: «Ти що робиш, син віслюка! Це щебінь з Астрахані! Он грузинська земля! Три кроки зробити ліньки!».
По приїзді в Москву Мераб з армійським другом йдуть відзначити зустріч у ресторан, швейцар їх не пускає, тому друзі посадили його у фонтан. А потім дружина Яші аргументовано доводить міліції, що треба відпустити і від'їжджаючого в Ізраїль, і його друга Василя Кузьмича — «головного рабина Московської області»…
В аеропорті Яша ненароком поскаржився Мерабу — розстаємось надовго, можливо бути назавжди, хотілося б випити перед розставанням шампанського. Шампанського в аеропорту немає, але, як між іншим повідомила їм працівниця аеропорту, воно вільно продається в магазинах за межею прикордонного контролю (по ту сторону кордону). Мераб зважається на хитрість. Схожий на брата, з густими вусами і характерною національною зовнішністю, Мераб за паспортом Якова проходить прикордонний контроль, щоб купити декілька пляшок в зоні очікування (дьюті фрі), а потім повернутися. Перетнути «кордон» назад, йому, природно, не дозволяють прикордонники, відсилаючи до керівництва. У пошуках чиновника, уповноваженого випустити його назад, він перебуває у стресовій ситуації і бігає по кабінетах в аеропорту, зрештою забігає і в літак. У літаку, природно, його всі приймають за Якова, який безромно затримав політ, літак швидко злітає. З двома пляшками шампанського в руках і паспортом брата Якова Мераб летить до Відня, де запланована проміжна посадка на шляху в Ізраїль.

### Австрія
У Відні Мераб робить спробу повернутися на батьківщину через посольство СРСР. Однак посольство закрите (вихідний), до Мераба вийшов чиновник посольства (Євген Леонов) і спочатку пояснив Мерабу, що треба приходити в понеділок, а у відповідь на наполегливість Мераба викликає поліцію. Обурена поліція (з Ізраїлем є домовленість, що репатріанти не влаштовують антирадянські акції протесту) привозить Мераба в ізраїльську агенцію з репатріації «Сохнут». Попутник з СРСР (Олег Янковський) пояснює Мерабу, що йому загрожує тюремне ув'язнення за перетин кордону за чужими документами. Мераб слідує далі в Ізраїль.

### Ізраїль
У Ізраїлі Мераб проходить формальну процедуру оформлення громадянства Ізраїлю і отримує 100 шекелів на кишенькові витрати, а американська журналістка дошкуляє Мераба провокаційними питаннями.
Відразу повернутися в СРСР Мерабу не вдається і він звертається до телеоператора Ізі — дядька дружини його брата Якова з проханням позичити грошей і допомогти. У Мераба вже є план: він летить по туристичній візі в СРСР, там віддає паспорт братові, і останній вже по-справжньому відправляється з родиною до Ізраїлю, після чого все стає на свої місця. Дядько і тітка ставляться до Мераба з очевидною підозрою, побоюючись, що КГБ підіслав до них агента. Їх підозри посилюються, коли в телефонній розмові з Москвою Вася називає свого друга Мераба за старого армійського прізвисько — Сержант. Дядько вимагає від Мераба залишти його дім, погрожуючи пістолетом.
Мераб намагається знайти вихід зі становища, що склалося. Зустрічає на ринку давнього знайомого, колишнього міліціонера з Грузії (Мамука Кікалейшвілі), з яким відправляється на весілля, з наміром покращити ситуацію за рахунок прихильності в такий день багатого і впливового батька нареченої. Ним є якийсь Тенгіз з Сухумі, з яким у Мераба є спільний друг в Грузії. Але на цьому весіллі опиняється дядько Ізя, і кричить на весь зал, що Мераб — агент КДБ. Після того, як його викидають з весілля, Мераб починає бродяжити. Зателефонувавши у Тбілісі, Мераб дізнається, що його батько взяв в заручники американського туриста, і тільки негайне повернення Мераба врятує батька від кримінальної відповідальності. Намагаючись повернутися додому, Мераб звертається до консульської групи, що перебуває в фінському посольстві, але отримує відмову, а при спробі вплинути на консула, він помилково пристібає себе наручниками до машини фінського посла, ледь не потрапивши в поліцію за хуліганство. Він ближче знайомиться з американською журналісткою, спершу думаючи, що вона за ним стежить, і в пориві обурення прагнучи знищити її цінний магнітофонний запис. На цьому записі було записано інтерв'ю з дядьком Семеном (Армен Джигарханян) — колишнім радянським розвідником-ветераном Німецько-радянської війни, який тепер живе в Ізраїлі. Мераб з журналісткою вирушають у гості до розвідника. Дядько Сеня вислуховує Мераба, радить йому добратися по суші до південних кордонів СРСР і пропонує свою допомогу.

### Дорога додому
Мераб і дядько Сеня на авторефрижераторі прямують у бік Йорданії. Проїжджаючи через пустелю, Мераб порушує правила дорожнього руху, перебуваючи за кермом в нетверезому стані. При цьому в нього немає прав, а Сеня вдає, що Мераб викрав у нього фуру, поки він спав, а поліцейські знаходять у фурі «знешкоджених» дядьком Семеном випадково зустрінутих ними людей. Мераба садять в ізраїльську в'язницю, де він спочатку піддається нападу співкамерника-мусульманина, а коли його переводять в камеру до юдеїв, ті теж б'ють його. Після цього Мераба садять в одиночну камеру, але там його знаходить знайомий по інциденту на весіллі Тенгіз, що зрозумів свою помилку. Вибачившись, він вносить заставу, і Мераб виявляється на волі. Тенгіз хоче йому допомогти потрапити додому і везе його на машині до себе. По дорозі вони зустрічають фуру, яка, порушуючи рух, їде назустріч їм, по їх смузі. Різко загальмувавши і уникнувши зіткнення з машини виходить обурений Тенгіз, який кричить на Сеню. Мераб сидить в салоні машини Тенгіза. Сеня, помилково показуючи на пошкодження, змушує Тенгіза нахилитися і стати до нього спиною, після чого Сеня, використовуючи розвідницький прийом «укус змії», натисканням пальців рук на якусь точку за вухом Тенгіза нейтралізує його. Сеня кличе Мераба до себе в машину, але той категорично відмовляється від його послуг. Тоді Сеня каже, що перестарався зі своїм нейтралізуючим методом і, можливо, вбив Тенгіза. Мераб виходить з машини, нахиляється до Тенгіза і, відчуваючи пульс, вже починає висловлювати обурення, що Сеня його знову обдурив, але останній таким же чином нейтралізує Мераба. У салоні машини прокидається Мераб, Сеня йому пояснює, що якби поліція зловила їх двох, то хто б знайшов Тенгіза, який вніс заставу за нього. Зрештою, вони добираються до відомого дядькові Сені проходу в замінованому ізраїльсько-йорданському кордоні, щоб Мераб через Йорданію, Сирію і Туреччину міг повернутися додому. Мераб кличе Сеню з собою, але той відмовляється. Попрощавшись, Сеня повертається назад і підривається на протипіхотній міні, можливо, здійснивши самогубство. На шум вибуху приїжджають йорданські прикордонники і заарештовують Мераба. Так він знову опиняється у в'язниці. Тепер в йорданській, де вивчає арабську мову.
Нарешті, після декількох років в'язниці, Мераб знаходить у Стамбулі знайомого, контакти якого йому залишив дядько Сеня. Цей зв'язковий допомагає Мерабу дістатися до турецько-радянського кордону, щоб він нарешті потрапив додому. Переходячи річку, Мераб піднімає руки і просить невидимих йому радянських прикордонників не стріляти в нього. Власне, на цьому фільм і закінчується, але подальший розвиток подій зрозуміло глядачеві… Мераба, природно, затримують і заарештовують, вже в СРСР. Втім, на відміну від йорданської влади, його випускають вже за декілька місяців, і Мераб може виконати останнє прохання дядька Сіни — відвідати могилу його дружини в Омську і покласти на неї обручку Сені. Цією сценою і починається фільм.

## У ролях
| Актор               | Персонаж               | Роль                          |
| ------------------- | ---------------------- | ----------------------------- |
| Жерар Дармон        | Мераб / Яків Папашвілі | головний герой / його брат    |
| Наталія Гундарева   | Інга                   | дружина Якова                 |
| Олег Янковський     | Боря                   | емігрант із СРСР              |
| Армен Джигарханян   | Семен                  | колишній радянський розвідник |
| Мамука Кікалейшвілі | Моше Сепіашвілі        | колишній міліціонер           |
| Леван Пілпані       | Вахтанг Папашвілі      | батько Якова та Мареба        |
| Яаков Бен Сіра      | Ізя                    | дядько Інги                   |
| Борис Сморчков      |                        | майор у відділенні            |
| Кім Салліван        | Джейн                  | журналістка                   |

## Створення фільму

### Знімальна група
- Кінорежисер — Георгій Данелія
- Сценаристи — Георгій Данелія, Резо Габріадзе, Аркадій Хайт
- Кінопродюсер — Костянтин Александров, Філіпп Раттон
- Кінооператор — Вадим Юсов
- Кіномонтаж — Тетяна Егоричева
- Художник-постановник — Георгій Данелія
- Композитор — Гія Канчелі
- Художник по костюмах — Катерина Шишліна, Софі Кеменер[2].

## Номінації та нагороди
| Нагороди та номінації фільму «Паспорт», | Нагороди та номінації фільму «Паспорт», | Нагороди та номінації фільму «Паспорт», | Нагороди та номінації фільму «Паспорт»,       | Нагороди та номінації фільму «Паспорт», | Нагороди та номінації фільму «Паспорт», |
| Рік                                     | Кінофестиваль/кінопремія                | Категорія/нагорода                      | Номінант                                      | Результат                               |                                         |
| --------------------------------------- | --------------------------------------- | --------------------------------------- | --------------------------------------------- | --------------------------------------- | --------------------------------------- |
| 1990                                    | Кінофестиваль «Золотий Дюк»             | Гран-прі                                | Георгій Данелія                               | Перемога                                |                                         |
| 1991                                    | Кінопремія «Ніка»                       | Кращий фільм                            | «Паспорт»                                     | Номінація                               |                                         |
| 1991                                    | Кінопремія «Ніка»                       | Найкращий актор                         | Олег Янковський                               | Перемога                                |                                         |
| 1991                                    | Кінопремія «Ніка»                       | Найкращий сценарій                      | Георгій Данелія, Резо Габріадзе, Аркадій Хайт | Перемога                                |                                         |
| 1991                                    | Кінопремія «Ніка»                       | Найкраща робота оператора               | Вадим Юсов                                    | Перемога                                |                                         |
| 1991                                    | Кінопремія «Ніка»                       | Найкращий композитор                    | Гія Канчелі                                   | Номінація                               |                                         |